# Conioscinella flavescens
Conioscinella flavescens är en tvåvingeart som först beskrevs av Tucker 1908.  Conioscinella flavescens ingår i släktet Conioscinella och familjen fritflugor. Inga underarter finns listade i Catalogue of Life.